# MI4
MI4 (British Military Intelligence section 4) var en del av det brittiska krigsdepartementet. De var ansvariga för rekognosering från luften och tolkning av bilder från rekognoseringarna. 
MI4 var ett kodnamn som användes för en organisation som genomgick ett antal namnbyten från det att enheten grundades 1940 till dess att kodnamnet slopades 8 september 1947. Från början gick verksamheten under namnet Photographic Development Unit (PDU), men redan under samma år bytte verksamheten namn till Photographic Interpritation Unit (PIU). Under 1941 bytte man namn till Central Interpritation Unit och i och med avskaffandet av kodnamnet bytte verksamheten namn till Joint Air Photographic Intelligence Centre UK (JAPIC (UK)).
Verksamheten fortlever, men nu som en del av Defence Intelligence Fusion Centre. Data insamlade av MI4 används fortfartande för att lokalisera och desarmera minor som placerades ut under andra världskriget.